# مدرسة الإحياء والبعث
مدرسة الإحياء والبعث اسم يطلق على الحركة الشعرية التي ظهرت في مصر في أوائل العصر الحديث، والتزم فيها الشعراء بنظم الشعر العربي على النهج الذي كان عليه في عصور ازدهاره، منذ العصر الجاهلي حتى العصر العباسي. ويعد رائد هذه المدرسة محمود سامي البارودي ومن أشهر شعراء هذا النهج: أحمد شوقي أمير الشعراء وحافظ إبراهيم شاعر النيل وأحمد محرم وعلي الجارم وغيرهم الكثير. والمقصود بهذا الاسم أنه كما تعود الروح لجسد ميت، فترد له الحياة بعد أن فارقته، فيبعث إلى الدنيا من جديد، كما هو الحال بالنسبة للشعر العربي، الذي استسلم إلى حالة من الجمود، أخذ على إثرها في الضعف والاضمحلال منذ سقوط بغداد سنة 1258 في أيدي التتار الذين قضوا على الخلافة العباسية وخربوا بغداد وهدموا دور العلم، وألقوا بألوف المخطوطات التي تضم الثقافة العربية وتحوي تراثها في النهر.

## سمات المدرسة
حافظ شعراء هذه المدرسة على نهج الشعر العربي القديم في بناء القصيدة؛ فتقيدوا بالبحور الشعرية المعروفة، والتزموا القافية الواحدة في كل قصيدة. وتابعوا خطى الشعراء القدماء فيما نظموه من الأغراض الشعرية، فنظموا مثلهم في المديح والرثاء والغزل والوصف. كما جاروا في بعض قصائدهم طريقة الشعر العربي القديم في افتتاح القصيدة بالغزل التقليدي، والبكاء على الأطلال ثم ينتقلون إلى الأغراض التقليدية نفسها من مدح أو رثاء ونحوهما. كما أقدموا على استعمال الألفاظ على منوال القدماء فجاءت بعضها غريبة على عصرهم.
وعلى مستوى الألفاظ نسج شعراء مدرسة الإحياء على منوال القدماء في اختيار ألفاظهم، فجاءت فصيحة جزلة وتمسكوا بإحكام الصياغة، والأساليب البلاغية الشائعة في التراث الشعري القديم واقتبسوا من هذه الأساليب وضمنوها شعرهم، وحافظوا بذلك على الديباجة العربية الأصيلة، ورونق لفظها، وجرسها الموسيقي.
جاروا الشعر القديم – أيضاً – في تعدد الأغراض الشعرية في القصيدة الواحدة، فنجد فيها الغزل والوصف والمديح والحكمة أو نحو ذلك، وينتقلون من غرض إلى آخر كما كان يفعل الشاعر القديم.
وأقدم كثير منهم على مناظرة روائع الشعر العربي القديم، وقلدوها بقصائد مماثلة وزناً وقافية أو موضوعاً وكانت تسمى هذه بالمعارضة على نحو ما فعل شوقي في قصيدة نهج البردة التي عارض بها قصيدة البردة للإمام البوصيري.
وقد عارض كثير منهم روائع الشعر العربي القديم، وقلدوها بقصائد مماثلة وزناً وقافية أو موضوعاً، وأصبحت المعارضات ـ كما يقول أحد الباحثين ـ سمة من سمات العصر، بسبب كثرتها، حتى بدا إنتاج بعض الرواد، وكأنه في مجمله معارضة للشعر العربي القديم. على نحو ما ترى عند البارودي والكاظمي وشوقي وغيرهم، مع اختلاف أغراضهم في المعارضة؛ فقد تكون لترويض القول، واستكمال ثقافتهم الفنية والتمكن من الأداة التعبيرية، أو الاستفادة من معجم الأوائل الشعري، في المحاولات الأولى لنظم الشعر، وقد تكون معارضتهم فناً وإبداعاً لما تضمنته القصيدة التراثية من دلالة تاريخية أو حضارية، كالتي تضمنته بائية أبي تمام في فتح عمورية من ايحاءات تاريخية تعيدنا إلى عصر كانت للعرب فيه اليد العليا عسكرياً وسياسياً وثقافياً، فعارضها شوقي في قصيدته التي مطلعها:
الله أكبر كم في الفتح من عجب
يا خالد الترك جدِّد خالد العرب
بينما أكثر الشعراء من معارضة (البردة) لمناسبتها الروحية، ونجاح الشاعر في إعطاء الرسول عليه السلام صورة البطل المنقذ من ظروفهم القاسية التي يعيشونها، مع ما امتازت به من سهولة في اللفظ، وشمول في الرؤية، ودقة في التصوير. وقد يكون باعثهم على المعارضة هو التحدي والمنافسة الشعرية كما عند البارودي وشوقي
ورغم كل ما قدموه من تقليد وانتهاج لما هو قديم إلا أنهم استحدثوا أغراضاً شعرية جديدة لم تكن معروفة من قبل في الشعر العربي، كالشعر الوطني، والشعر الاجتماعي، والقصص المسرحي، ونظموا الشعر في المناسبات الوطنية والسياسية والاجتماعية. واعتمدوا في نظمهم على الأسلوب الخطابي الذي يلائم المحافل. وكان شعرهم في مجمله هادفاً، جاداً في معناه، تنتشر الحكمة والموعظة بين ثناياه.

## شعراء مدرسة الإحياء والبعث
من أشهر شعراء مدرسة الإحياء: محمود سامي البارودي، وأحمد شوقي، وحافظ إبراهيم، وأحمد محرم، ومحمد عبد المطلب. ويتبع لهذه المدرسة كثير من الشعراء الذين اقتفوا أثر البارودي؛ بعودتهم إلى مناهل الشعر العربي والبعد عن تقليد الشعر العابث، فقد عادوا إلى اللغة العربية الصافية، والتعبير المشرق بأسلوب فصيح عما في عصرهم. فقد أخذ الشعر يعبر عن العصر الجديد، وينبع من أحاسيسهم، وبرز شعراء كثر مثل: (الزهاوي، ابن عثيمين، جبران خليل، مطران خليل، حافظ، شوقي، معروف الرصافي...) وهؤلاء استلهموا فكر الأمة وصراعها الفكري والحربي، وظهرت عندهم التجارب الشعرية الذاتية المتلبسة بالمشاعر الداخلية. واستلهموا أحداث العالم الإسلامي، وتحدثوا عن الخلافة. وأغلبهم يؤيدها. ولشوقي ومحمد عبد المطلب وحافظ شعر كثير ينادون بها. وفي المقابل كان من هؤلاء من يهجوها كالزهاوي.

## انتقادات
أخذ عليهم اهتمامهم بالصياغة البيانية والإفراط فيها، دون عناية بالمضمون، أو اهتمام بصدق التجربة والتعبير عن تجاربهم النفسية، وذكر بعض النقاد أن شخصية الشاعر وطبعه ولون نظرته إلى الحياة والكون لا تتضح في شعره.
وقد كان رواد مدرسة الديوان أكبر المنتقدين لهذا النهج الشعري. وأفرد عباس العقاد في كتاب الديوان في الأدب والنقد مساحات كبيرة لانتقادات لاذعة لأشعار أحمد شوقي.

## معلومات
1. ↑  أطلال مفردها طلل، وهو مسكن القبيلة قبل أن تهجره بحثًا عن الماء في الجاهلية.